# Johann David Wölpper
Johann David Wölpper, auch Wilper, Woelpper oder Wölper (* 1671 in Freudenstadt; † 1741 ebenda), war ein Handelsmann und Bürgermeister in Freudenstadt.
Die Familie Wölpper gehört zu den ersten überlieferten Bewohnern Freudenstadts, die trotz der 1610/1611 ausgebrochenen Pest, welche 1635 in Freudenstadt ihren Höhepunkt hatte und nach dem Freudenstädter Großbrand 1632 mit verheerenden Folgen, der Stadt erhalten blieb. Durch vorgenannte Katastrophen hatte sich die Anzahl der Bürger von rund 550 um das Jahr 1608 auf 72 im Jahre 1652 reduziert.
Johann David Wölppers Vater, Hanns Christoph Wölpper (1624–1691), war der erste nach dem Dreißigjährigen Krieg belegte Großunternehmer in Freudenstadt. Er war der Pächter des Schöllkopfhofes, in deren Umgebung Kupfer- und Silberbergbau betrieben wurde. 1659 und 1666 und 1684 erhielten die Wölppers auf drei Jahre die Pacht für die Schmiede- und Eisenwerke in dem zu Freudenstadt gehörenden St. Christophstal. Auch war er Pächter vom Brauhaus und der Ziegelhütte. Mit dem Brauhaus und der von der Stadt Freudenstadt erhalten Pacht zum Salzhandel hatte er ab 1686 zwei städtische Monopole an der Hand, die ihm zu Einfluss verhalfen.
Johann David Wölpper heiratete am 25. Mai 1695 Margarete Münster (1678–1727), die Tochter eines vorangegangenen Bürgermeisters von Freudenstadt, dem Kürschner Balthasar d. Ä. Münster (~1648–1722). Woelper hatte neun Kinder. Einer seiner Söhne, Gottfried Wölpper (1705–1746) wurde ebenfalls Bürgermeister in Freudenstadt, und Christoph Friedrich Woelpper (1701–1741) wurde später Pfarrer in Entringen.
Wölpper bewohnte mit seiner Familie das 1665 von seinem Vater errichtete und im April 1945, in der Schlussphase des Zweiten Weltkrieges zerstörte Fachwerkhaus, gelegen im Kirchviertel, in der heutigen Schickhardtstraße 11, hinter der Stadtkirche Freudenstadt. Nach ihm ist der Wölperwiesenweg beim Besucherbergwerk Freudenstadt, oberhalb von Christophstal, benannt.